# Kazuko Shibuya
 (septembre 2019).
Si vous disposez d'ouvrages ou d'articles de référence ou si vous connaissez des sites web de qualité traitant du thème abordé ici, merci de compléter l'article en donnant les références utiles à sa vérifiabilité et en les liant à la section « Notes et références ».
Kazuko Shibuya (渋谷 員子, Shibuya Kazuko) est une graphiste professionnelle japonaise, directrice artistique de Square Enix. Elle a notamment réalisé les graphismes des premiers épisodes de la série de jeux vidéo de rôle Final Fantasy.

## Biographie
Née en 1965, elle est encore étudiante, lorsqu'elle travaille à mi-temps en studio d'animation sur Transformers et Area 88. En 1986, elle est embauchée par l'entreprise Square, spécialisée, à l'époque, dans le développement de jeux pour la Famicom. Elle débute par des contributions graphiques pour les jeux King's Knight, en 1986, et, l'année suivante, Rad Racer et 3-D WorldRunner. Par la suite, de 1990 à 2010, elle travaille sur la série Final Fantasy,,.
En 2019, lors de sa venue à Paris pour la Japan Expo et la promotion de son livre FF Pixel (édité chez Kurokawa), elle est nommée membre d'honneur de l'association Women in Games France à l'occasion d'une conférence organisée par l'association et l'éditeur.